# Agricultura a Israel

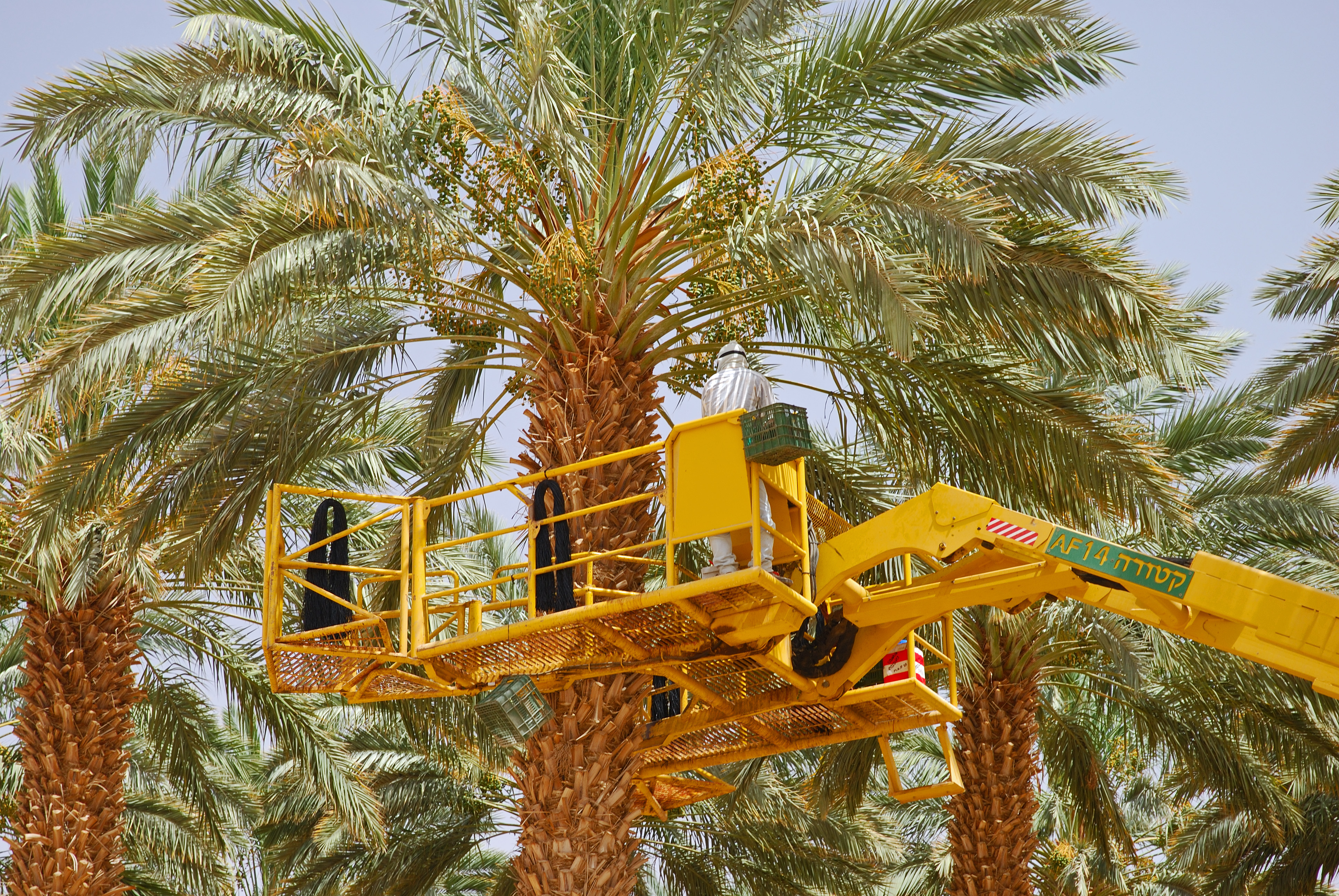
Recol·lecció de dàtils a Israel

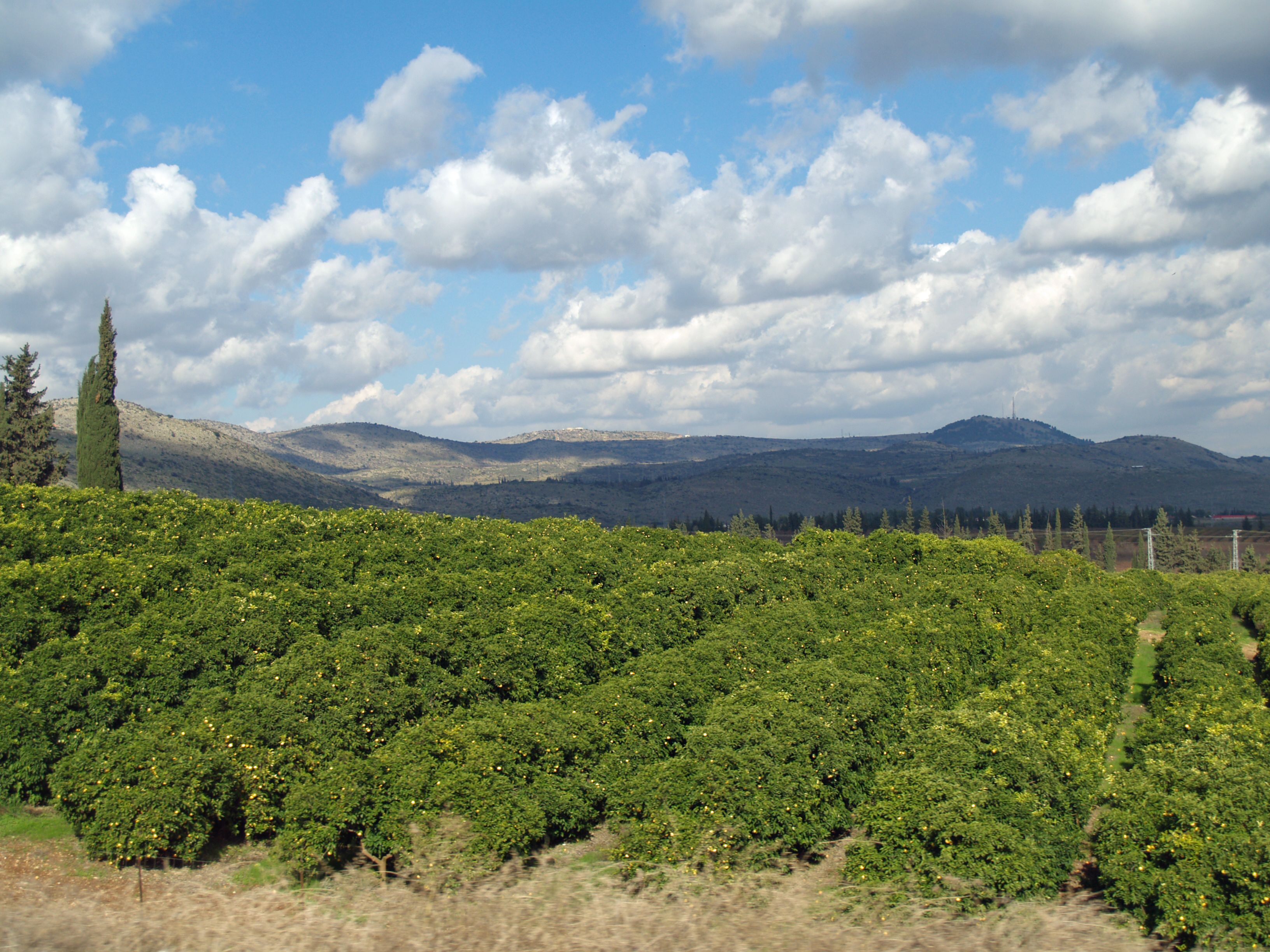
Plantació de llimoners a Galilea.

L'Agricultura a Israel és una indústria i un sector de l'economia altament desenvolupat. Israel és un gran exportador de productes agrícoles i és líder mundial en tecnologies agrícoles malgrat que la geografia d'Israel no és favorable per l'agricultura. Més de la meitat de la superfície d'Israel és desèrtica, i el clima, així com la manca d'aigua no afavoreixen el cultiu. Només el 20% de la terra és cultivable de manera natural. Avui en dia, l'agricultura representa el 2.5% del PIB i el 3.6% de l'exportació. Mentre els agricultors representen només el 3.7% de la força laboral, Israel cobreix el 95% de les seves necessitats alimentàries, completant les seves mancançes amb l'importació de cereals, llavors, carn, cafè, cacau i sucre.
Israel és la llar de dos tipus de comunitats agrícoles, el quibuts i el moixav, que van ser desenvolupades pels immigrants jueus que van arribar a Israel de tot arreu del Món i van començar una iniciativa pionera.